# Nemo (revista)
Nemo fue un revista especializada en cómics y tebeos editada por La Factoría de ideas desde marzo de 1999 hasta septiembre de 2004.  Aunque la revista era de carácter mensual, la publicación era a veces irregular. Se publicaron en total  31 números. Destacaba por sus reseñas y lista de recomendaciones de publicaciones de cómics.
Fue dirigida por Juan Carlos Poujade y Miguel Ángel Álvarez. Entre sus colaboradores contó con Daniel Sánchez, Kike Benlloch, Mauro Entrialgo y Ricardo Mena entre otros.
Inicialmente se llamó El pequeño Nemo hasta el número 23, que pasó a llamarse Las estaciones de Nemo. A partir de su número 7 se realizaron dos ediciones con portadas distintas de cada número, una para librerías especializadas y otra para quioscos.
Sus dimensiones eran de 24x17 cm y su precio varió en muchas ocasiones, de las 195 pesetas iniciales a los 3,95 euros del último número. Su número de páginas aumentó progresivamente con el tiempo de 36 a 68. Su cubierta era a color y su interior en blanco y negro.